# 小田英明
小田 英明（おだ ひであき、1963年6月22日 - ）は岩手県出身の元プロ野球選手。

## 詳細情報

### 年度別打撃成績
- 一軍公式戦出場なし

### 背番号
- 46（1982年）